# Berkley (Somerset)
Berkley – wieś w Anglii, w hrabstwie Somerset, w dystrykcie (unitary authority) Somerset. Leży 32 km na południowy wschód od miasta Bristol i 152 km na zachód od Londynu. W 2001 miejscowość liczyła 361 mieszkańców.